# Iron Maiden
Iron Maiden je britanski heavy metal sastav osnovan 1975. godine, a danas se smatra sinonimom heavy metala. Njegov osnivač Steve Harris, ima ulogu basista, uz gitarista Adriana Smitha, Dave Murraya i Janicka Gersa, bubnjara Nicka McBraina te pjevača Brucea Dickinsona. Ukupno su izdali 36 albuma: 16 studijskih, 13 albuma uživo te 7 best of. Izdali su i preko 45 singlova, 4 maksi singla (EP), 20 videoalbuma, 5 box-setova i jednu PC-igru (Ed Hunter) s nekim njihovim izvedbama. Njihova maskota i alter ego, Eddie The Head (Eddie Glava), ne može se svrstati niti u jednu skupinu "čudovišta". Izgledom podsjeća na spoj kostura i zombija.

## Povijest
Dugačak put do današnjeg sastava Iron Maidena je započeo na Božić davne 1975. godine, kratko nakon što je basist Steve Harris otišao iz sastava Smiler. Razlog tomu je bio što se Harrisovim kolegama nisu svidjele njegove pjesme. Naziv za novi sastav je Harrisu pao na pamet prilikom gledanja filmske adaptacije Man in the Iron Mask. Naziv Iron Maiden označava srednjovjekovnu spravu za mučenje.
Steve Harris i gitarist Dave Murray su dan danas najstariji članovi sastava, prisutni gotovo od samoga početka. Sastav je imao dvanaest različitih članova u 70im godinama. Iako je Iron Maiden bio pod enormnim utjecajem nekolicine sastava kao što su Thin Lizzy, Deep Purple, Led Zeppelin, Black Sabbath, UFO, Yes, Wishbone Ash, Apocalypse, Queen te Judas Priest, njihova najranija ostvarenja nesumnjivo nalikuju na  punk.
Pravi Iron Maidenov uspjeh počinje 1978. godine kada se Harrisu i Murrayju pridružuju vokal Paul Di'Anno te bubnjar Doug Sampson.
U to vrijeme Iron Maiden postaje prava senzacija u engleskim heavy metal krugovima. Sastav svira već tri godine i skuplja popriličnu količinu lojalnih fanova, no još nemaju snimljen niti jedan album. To se mijenja na staru godinu 1978., kada sastav snima jedan od najpoznatijih demoalbuma u povijesti hard rocka, The Soundhouse Tapes. The Soundhouse Tapes čine tri pjesme, a svih 5000 primjeraka biva prodano u roku od nekoliko tjedana. Kasnije se The Soundhouse Tapes može pronaći po enormnoj cijeni od nekoliko tisuća dolara, sve do ponovnog izdanja 1996. godine. Dvije pjesme na demoalbumu, "Prowler" te "Iron Maiden" dostižu prvu poziciju britanske metal ljestvice.

### Uspjeh
Nakon izdavanja albuma Iron Maiden 1980. godine, sastav uživa veoma velik komercijalan uspjeh i ubrzo se pridružuje najpoznatijim sastavima NWOBHMA (New Wave of British Heavy Metal). Iron Maiden se te godine pridružuje sastavu KISS na njihovoj Unmasked turneji. Poslije turneje, Dennis Stratton biva izbačen iz sastava zbog razmirica. Tada se sastavu pridružuje Adrian Smith.
1981. godine sastav izdaje svoj novi album pod nazivom Killers. Pjesme poput "Murders In A Rue Morgue" (prema knjizi E.A.Poea), "Wrathchild" te "Innocent Exile" postaju svjetski poznati hitovi. Tek dvije pjesme s toga albuma su rađene konkretno za njega, dok su ostale uglavnom Iron Maidenovi prijašnji uradci.

### Bruce Dickinson
Kao i kod mnogih drugih sastava, i u Iron Maidenu je bilo velike konzumacije alkohola. Kakogod, većina članova nije koristila nikakve druge supstance, iznimka biva pjevač Paul Di'Anno koji ima problema s ponašanjem, uzrokovanim uzimanjem kokaina. Baš u vrijeme kada Iron Maiden doživljava uspjeh i u Americi, performanse pjevača opadaju, a 1981. ga zamjenjuje bivši Samsonov pjevač Bruce Dickinson.
Od samoga početka Dickinson ne pokušava oponašati Paula Di'Annoa već slijedi svoj stil. Prije Dickinsonova dolaska, legendarni DJ Tommy Vance mu je savjetovao da se ne pridružuje Iron Maidenu, no ovaj ga ignorira. U prosincu 1982. bubnjar Clive Burr odlazi iz sastava i zamjenjuje ga Nicko McBrain. Dickinson debitira 1982. izlaskom albuma The Number of the Beast koji se svrstava među klasike heavy metal žanra. Jedan je od njihovih 4 albuma koji su bili na Top Album Chart No. 1 poziciji u Velikoj Britaniji. Album biva uspješan u cijelome svijetu, a najuspješnije pjesme su "The Number of the Beast", "Run to the Hills" te "Hallowed Be Thy Name". Sastav po drugi puta ide na svjetsku turneju, ovoga puta posjećuju SAD, Kanadu, Japan i Australiju. Turneja postaje prepoznatljiva po kontroverzi sa strane religijskih skupina, koje tvrde da je Iron Maiden sotonistički sastav. Optužbe su se uglavnom vrtjele oko pjesme "The Number of the Beast", a Steve Harris osporava optužbe tvrdeći da je ista pjesma bazirana na njegovom snu. Optužbe se unatoč tome nastavljaju. Skupina kršćanskih aktivista uništava Iron Maiden ploče (uključujući one od Ozzya Osbournea) zapalivši ih. Ono što ne ide u prilog aktivistima je činjenica da je jedan od članova sastava katolik, Nicko McBrain, a on sam ne vidi nikakvih problema u pjesmi.
Iron Maiden se 1983. vraća snimanju studijskih albuma, te u samo nekoliko godina redaju čak četiri albuma. Prvi je Piece of Mind (1983.). Neke od najpopularnijih pjesma s tog albuma su "The Trooper", "Flight Of The Icarus", te "Where Eagles Dare". Powerslave (1984.) je njihov 4. studijski album. Izdane su fanovima omiljene pjesme poput "Aces High", "2 Minutes To Midnight" te legendarna pjesma "Rime Of The Ancient Mariner" koja je duga preko 13 minuta. Live album Live After Death je izdan 1985. Single "Wasted Years" prethodi albumu Somewhere in Time (1986.) kod kojega se ističe uloga gitarista Adriana Smitha.

### Seventh Son of a Seventh Son
1988. godine sastav iskušava drugačiji pristup za svoj sedmi studijski album naziva Seventh Son of a Seventh Son. Rađa se konceptualni album koji priča o mitskom djetetu s nadnaravnim moćima baziran na knjizi Seventh Son.
Po prvi puta sastav koristi klavijature u nekome od svojih studijskih albuma. Fanovi dobro prihvaćaju album koji je drugi uspio doći na No.1 u Velikoj Britaniji. Sljedeća turneja Seventh Tour Of A Seventh Tour je bila vrlo uspješna. Sastava je prezentirao nove pjesme s albuma kao što su "Seventh Son Of A Seventh Son", "The Evil That Man Do", "Can I Play With Madness", "The Clairvoyant" te prva pjesma s albuma "Moonchild". 
Kako bi zaokružili desetogodišnjicu svojih prvih singlova, sastav izdaje The First Ten Years seriju desetak CDa.

### Izmjene članova
1990. pjevač Bruce Dickinson započinje solo karijeru s bivšim gitaristom Ian Gillanovog
sastava Janickom Gersom. Objavljuje svoj prvi solo album Tatooed Millionaire.
Nedugo nakon toga skupina je doživjela prvu promjenu u postavi tijekom sedam godina. Gitarist Adrian Smith je, zbog promjena teme zvuka nakon albuma Seventh Son of a Seventh Son, napustio sastav i zamijenio ga je Janick Gers.
1990. Iron Maiden je izdao album No Prayer for the Dying, s hitovima poput "Bring You Daughter...To The Slaughter" a dvije godine nakon toga jos jedan album koji je dospio na No.1 mjesto u Velikoj Britaniji, Fear of the Dark, s kojeg pjesme "Fear of the Dark" i "Afraid to Shoot Strangers" postaju omiljene fanovima.
1993. Bruce Dickinson je napustio Iron Maiden kako bi nastavio svoju solo karijeru, ali je pristao ostati
za jednu oproštajnu turneju i dva live albuma A Real Live One i A Real Dead One (koja su kasnije ponovno izdana u jednom paketu, A Real Live Dead One).
Odradio je oproštajni koncert 28. kolovoza 1993. Šou je snimljen i izdan pod imenom
Raising Hell.

### Novi pjevač
Održana je audicija sa stotinama pjevača, kako s nepoznatim, tako i sa slavnim. 1994. su se 
odlučili za bivšeg pjevača Wolfsbanea – Blazea Bayleya.
Bayley je imao drugačiji stil od svog prethodnika i različit doček među obožavateljima.
Sastav 1995. godine objavljuje svoj deseti studijski album The X Factor. Glavni tekstopisac Steve Harris imao je mnoštvo osobnih problema, uključujući razvod i smrt oca, pa mnogi kažu da je zvuk albuma odraz toga.
Virtual XI 1998. im je bio najneuspješniji album. Prodaja nije dosegla milijun primjeraka prvi
put u njihovoj karijeri.

### Ponovno ujedinjenje
U veljači 1999. Blaze Bayley je napustio sastav po zajedničkom dogovoru. U isto vrijeme, fanovi su
se šokirali kad je najavljen povratak pjevača Brucea Dickinsona i gitarista Adriana Smitha, a
Janick Gers će ostati u sastavu kao treći gitarist. Nakon toga je slijedila uspješna povratnička turneja. Sastav je također objavio PC-igru Ed Hunter.
Prvo studijsko djelo nakon povratka Brucea Dickinsona i Adriana Smitha bilo je album Brave New World, izdan 2000. koji je imao izvrsne kritike.
19. siječnja 2001. Maideni su svirali na Rock In Rio festivalu, pred 250 tisuća ljudi.
Nastup je snimljen i nedugo zatim objavljen na CD-u i DVD-u pod imenom Rock in Rio. 
2003. snimili su album Dance of Death s hitovima poupt "Dance Of Death", "Paschendale" i "Wildest Dreams" koji je donio dobre kritike i izdali live album Death on the Road.

### A Matter of Life and Death
Četrnaesti studijski album Iron Maidena, diljem svijeta izdan 28. kolovoza 2006. godine ( 5. rujna u SADu i Kanadi ). Producent je ponovno Kevin Shirley. Krasi ga antiratna tematika i postmetalski ugođaj. Svjetska turneja A Matter Of Life and Death dva puta je došla blizu hrvatskih granica.
Album drži poziciju #4 u Velikoj Britaniji, te #9 u SAD-u, te je debitirao na indijskoj top ljestvici s pozicijom #4 te u Kanadi s pozicijom #2.
Album je ostvario prvu poziciju na ljestvicama sljedećih zemalja:
- Njemačka
- Švedska
- Italija
- Finska
- Grčka
- Slovenija
- Češka
- Hrvatska
- Poljska
- Brazil

### The Final Frontier
Album The Final Frontier je petnaesti studijski album. Producent je Kevin Shirley koji uz Harrisa pokušava, uz manje-više uspjeha, stvoriti zvuk Iron Maidena u studiju kakav je i na koncertu, pa su stoga pjesme malo "grublje" obrađene, a glas Dickinsona je skoro neproduciran. Neki kritičari ne vole ovakvu produkciju, dok drugi govore kako u svojim poznim godinama Iron Maiden uspijeva doprinijeti sceni progresivnim razmišljanjem. No, to je bio najuspješniji album Maidena koji je u čak 28 zemalja bio No. 1. Pjesme poput "El Dorado", "Satlellite 15...The Final Frontier" i epska "When The Wild Wind Blows" koja traje duze od 11 minuta su jako dobro prihvaćene među fanovima. Smatra se jednom od najvećih, najuspješnijih i najinovativnijih metal skupina u povijesti popularne glazbe.VH1 ih je stavio na 23.mjesto liste 100 najvećih umjetnika hard rocka u povijesti.

### Koncerti u Hrvatskoj
U Hrvatskoj su bili u 7 navrata. Prvi koncert je održan u Domu Sportova 1986. godine u sklopu turneje Somwhere On Tour nakon albuma Somwhere In Time. Drugi je koncert bio gotovo 20 godina kasnije, 2003 na Stadionu Radnik u Velikoj Gorici nedaleko Zagreba na turneji Give Me Ed...'til I'm Dead. Treći koncert se održao 2008. na Poljudu u Splitu. Na turneji Somwhere Back In Time svirali su samo stare pjesme, s posebnim naglaskom na album Powerslave. Četvrti koncert su pred gotovo 25 tisuća ljudi održali 2013. u Areni Zagreb u sklopu turneje Maiden England. Na toj turneji su također svirali starije pjesme, najviše ih je bilo s albuma Seventh Son Of A Seventh Son. Peti koncert održan je 27. srpnja 2016. godine u Spaladium Areni u Splitu, u sklopu turneje The Book of Souls World Tour, a predzadnji je održan 24. srpnja 2018. u Areni Zagreb u sklopu Legacy of the Beast turneje.  Zadnji koncert je održan 22. svibnja 2022. također u Areni Zagreb u sklopu Legacy of the Beast turneje i promocije novoga albuma Senjutsu.

## Članovi

### Trenutni sastav
- Bruce Dickinson – vokali (1981. – 1994., 1999. – danas)
- Dave Murray – gitarist (1976. – danas)
- Adrian Smith – gitarist (1980. – 1990., 1999. – danas)
- Janick Gers – gitarist (1990. – danas)
- Steve Harris – basist (1975. – danas)
- Nicko McBrain – bubnjar (1983. – danas)